# 米洛什·奥比利奇

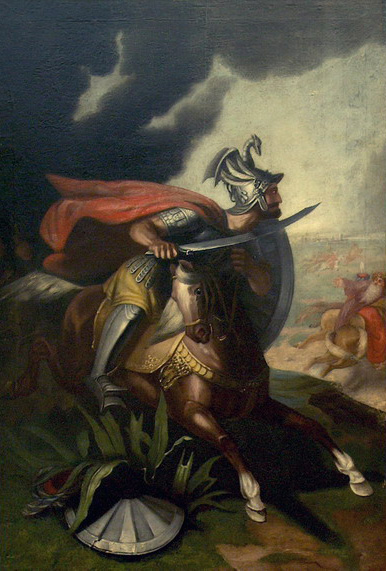

米洛什·奧比利奇（？—1389年6月15日），塞尔维亚贵族、骑士，為塞尔维亚拉扎尔亲王服務，传说是其女婿。
他的生平不詳，但最著名事蹟是科索沃戰役後詐降殺死奥斯曼帝国蘇丹穆拉德一世（但不久即被巴耶濟德一世所殺）。
他被視為民族英雄，塞尔维亚东正教的圣徒。